# Casa a la rambla de Catalunya, 13 (Portbou)
La casa a la Rambla de Catalunya, 13 és un immoble a la Rambla de Catalunya, al bell mig del terme municipal i al nucli urbà de la població de Portbou (Alt Empordà). Edifici catalogat a l'Inventari del Patrimoni Arquitectònic de Catalunya i rehabilitat entre mitgeres de planta rectangular, amb la coberta de teula de dues vessants i distribuït en planta baixa i tres pisos. La façana principal presenta, a la planta baixa, quatre portals d'arc rebaixat adovellats lleugerament transformats per adaptar-los al nou ús de l'edifici. Al centre hi ha un portal d'arc de mig punt adovellat, amb la llinda monolítica gravada amb la data 1881. Als pisos superiors, les obertures són rectangulars i amb els emmarcaments d'obra arrebossats i pintats. Majoritàriament tenen sortida a balcons exempts, amb les llosanes motllurades i les baranes de ferro decorades. La construcció està arrebossada i pintada.

## Història
La casa situada al número 13 de la Rambla de Catalunya, va ser construïda, tal com consta a la llinda de la porta principal, l'any 1881, moment de gran expansió demogràfica municipal degut a la construcció de la línia de ferrocarril Figueres-França de 1878.
El 1885, Portbou, degut al seu augment de població, pren la capitalitat a Colera i organitza del seu ajuntament. Posteriorment, amb motiu de l'Exposició Internacional de Barcelona de 1929, s'inaugura la nova estació de trens internacional. Colera finalment queda segregada de Portbou l'any 1934.